# Tarachodes natalensis
Tarachodes natalensis är en bönsyrseart som beskrevs av Johann Heinrich Kaltenbach 1996. Tarachodes natalensis ingår i släktet Tarachodes och familjen Tarachodidae. Inga underarter finns listade i Catalogue of Life.